# Whatcom Community College
Whatcom Community College (zkracuje se na WCC nebo na Whatcom) je městská škola v Bellinghamu, sídla okresu Whatcom ve státě Washington. Jedná se o státem podporovanou školu, kterou navštěvuje přibližně 6 750 studentů.